# Los Amigos Invisibles
Los Amigos Invisibles es una banda venezolana formada en 1991, nominada en múltiples oportunidades al premio Grammy, y que cuenta además con dos Grammy Latino cuya música mezcla elementos del disco, el acid jazz y el funk con diversos ritmos hispanos. Han editado 13 discos y han hecho conciertos internacionales que los han llevado a recorrer cerca de 70 países.

## Historia
Los inicios de la agrupación se remontan a 1987, cuando entre Julio Briceño (voz), José Luis Pardo (guitarra), Juan Manuel Roura (batería), Richard “Pocho” Bailey (bajo) y Juan Pablo Gómez (tecladista invitado), compañeros del Colegio San Luis, crearon una banda que en principio se hacía llamar "Glass" y posteriormente, cambian su nombre a "Trucos", con una tendencia al Dark Rock, bastante alejada de su estilo actual.
El nombre de la banda proviene del programa de Televisión “Valores Humanos” del historiador venezolano Arturo Uslar Pietri, el cual se mantuvo en el aire por dos décadas, en donde siempre dedicaba sus programas a sus “Amigos Invisibles” para referirse a los espectadores. En 1990, Julio Briceño se marcha a los EE.UU. a estudiar y es sustituido provisionalmente por el cantante César Rico, hasta su regreso. El tecladista del grupo, para aquel momento era Temis Núñez.
Tras sus primeras presentaciones, entre las que destacan la 1ª Muestra de Bandas Pop de Caracas (1991), precursora del Festival de Nuevas Bandas y otros conciertos diversos, regresa Julio Briceño y salen del grupo Pocho Bailey y Temis Núñez, siendo sustituidos por José Rafael Torres y Armando Figueredo, respectivamente. Su debut discográfico ocurrió en 1995 con la puesta a la venta de "A Typical and Autoctonal Venezuelan Dance Band", un álbum producido por ellos mismos que tuvo un éxito moderado en Venezuela.
En 1995, Boris Milán le propone a la banda grabar su primer disco, el cual es distribuido por EMI Venezuela y lleva como nombre “A Typical And Autoctonal Venezuelan Dance Band”. Un año más tarde, la banda decide probar suerte en Nueva York, viajan y se presentan par de veces en S.O.B’s y colocan sus discos en una tienda.
Compuesta ese año por Julio Cesar Briceño ("Chulius"), José Luis Pardo ("Cheo" o "DJ Afro"), Armando Figueredo, el percusionista Mauricio Arcas ("Maurimix"), José Rafael Torres ("El Catire") y el baterista Juan Manuel Roura ("Mamel").
Es en 1996 David Byrne, al estar de compras en una ya desaparecida tienda de discos en Nueva York, fortuitamente encuentra una de las 20 copias que habían dejado Los Amigos a consignación e inmediatamente comienza el proceso de conversaciones que llevó a que los terminara contratando para su sello discográfico "Luaka Bop".
Tras meses de conversaciones, preproducción y producción editan su primer disco para el ex Talking Heads, "The New Sound of the Venezuelan Gozadera" en 1998 producido por Andrés Levín, el cual tuvo éxitos como "Ponerte en Cuatro", "Sexy" y "El Disco Anal".
Dos años más tarde la banda se muda a la ciudad de San Francisco por 2 meses para grabar su próximo álbum y es en este momento que la banda se plantea la posibilidad de mudarse definitivamente a los Estados Unidos para continuar su carrera. A finales del 2000 ponen a la venta su tercer disco, "Arepa 3000: A Venezuelan Journey Into Space", producido por Phillip Steir el cual es nominado para un premio Grammy y un Grammy Latino. De este disco salen temas como "Cuchi Cuchi" y "La Vecina".
Luego de casi un año de planificación la banda decide mudarse a la ciudad de Nueva York el 23 de enero de 2001. Durante su primer año en la ciudad Los Amigos comienzan una relación amistosa y de trabajo con las leyendas del mundo del dance Masters At Work lo cual los lleva entrar al estudio a principios del 2002 para grabar lo que sería su cuarto álbum.
"The Venezuelan Zinga Son, Vol. 1", producido por los Masters At Work es editado en Venezuela en el 2003 y en Estados Unidos en el 2004 y ese mismo año son nominados para un Grammy Latino en la categoría de Mejor Álbum Latino Alternativo. Siendo este el álbum más maduro según el criterio de muchos fanes, Los Amigos incluyen canciones de más de 8 minutos con largas secciones instrumentales recordando a las grabaciones que se hacían en los años 70 y 80.
En 2006, Los Amigos Invisibles terminan su contrato con la disquera Luaka Bop y editan de manera independiente su álbum "Superpop Venezuela", el cual sale a la venta en Venezuela, Japón, México, Estados Unidos, y Colombia entre otros países. "Superpop Venezuela" es una colección de versiones de canciones venezolanas de las décadas de los 60, 70 y 80. Este álbum es nominado al Grammy en la categoría "Best Latin Rock, Alternative or Uban Album". Esta sería su segunda nominación a los Grammys norteamericanos.
En el año 2008 editan su primer álbum y DVD en vivo llamado "En una noche tan linda como esta" y comienzan el proceso de grabación de su sexto álbum de estudio.
En el 2009 editan "Comercial" (Eng:"Commercial") y son nominados a su 3.er Grammy Latino. El jueves 5 de noviembre, en una ceremonia llevada a cabo en la ciudad de Las Vegas, Los Amigos Invisibles ganan su primer Grammy Latino.
A principios del 2010 "Comercial" es editado en Australia y la banda comienza el año visitando Australia con una gira por 8 ciudades que los lleva a participar en el festival WOMAD en Adelaide, donde fueron aclamados por la crítica local y en el prestigioso QPAC de Brisbane. En abril editan "Comercial" en España y emprenden la gira española que los lleva por 7 ciudades del país. Así mismo editan "Comercial" en Argentina lo que los lleva a visitar Buenos Aires en un concierto a sala llena en la sala Niceto. Su constante gira mundial los lleva a participar en importantes festivales de verano como el Couleur Cafe (Bruselas), Pirineos Sur (España), Bonnaroo (EUA), Summerstage (NY, EUA) y Lollapalooza (Chicago, EUA).
"Repeat After Me" fue su 7° álbum de estudio, publicado el 2 de abril de 2013 por iTunes para Estados Unidos y Canadá y luego el 6 de abril para toda América. Cuatro de sus temas son en inglés. Su primer sencillo es "La que me gusta", y se pueden apreciar canciones como "Corazón Tatú", "Río porque fue un sueño" y "Stay". Una semana antes del lanzamiento, a través del canal de televisión E! Entertainment, la banda de funk venezolana estrenó el videoclip del primer sencillo del álbum, “La Que Me Gusta”.
El video, que fue grabado en Ciudad de México y dirigido por Alejandro “El Patas” Lozano, muestra a la banda en una fiesta de graduación colegial o “prom”. El enamorado, un asesino en serie, hará lo que sea para tener a “La que le gusta”. Entre los actores que participan en el videoclip junto a la banda se encuentran Tony Dalton, Iliana Fox, Axel Rico, Ritchie Mestre y Toño Gaon.
En el año 2014, José Luis Pardo (de manera temporal) y Armando Figueredo se separan de la banda, tocándole luego alejarse a Mauricio Arcas, convirtiendo al sexteto en un trío. Hoy por hoy, son considerados como la banda venezolana con mayor proyección internacional. Continúan radicados en los Estados Unidos. Julio Briceño tiene su proyecto paralelo como solista, Chulius and The Filarmónicos, producido por él mismo y editado en Venezuela y Estados Unidos por el sello Gozadera Records.
En 2019 ganan de nuevo el Premio Grammy Latino, esta vez en la categoría "Mejor canción alternativa" con la canción "Tócamela" y acaban de anunciar una nueva gira con la banda colombiana los Aterciopelados... ¡La Gozadera sigue!

## Miembros
- Julio César Briceño "Chulius"- voz y percusión menor.
- José Rafael Torres "El Catire" - bajo.

## Antiguos Miembros
- José Luis Pardo "Cheo" o "Dj Afro"- Guitarra.
- Armando Figueredo "Armandito" - Teclados.
- Mauricio Arcas "Maurimixxx" - Percusión.
- Temis Núñez - Teclados.
- Richard “Pocho” Bailey - Bajo.
- César Rico - Vocalista.

## Músicos invitados
- Daniel Saa, guitarra.
- Agustín Espina, teclados.
- Santiago Ortiz “Santipulpo”, percusiones.

## Discografía
- A Typical and Autoctonal Venezuelan Dance Band (1995)
- The New Sound of the Venezuelan Gozadera (1998)
- Arepa 3000: A Venezuelan Journey Into Space (2000)
- The Venezuelan Zinga Son, Vol.1 (2002)
- Superpop Venezuela (2005)
- Superpop Venezuela Remixes (2007)
- En Una Noche Tan Linda Como Esta (2008)
- Commercial (2009)
- Not so commercial (2011)
- Repeat after me (2013)
- Los Amigos Invisibles, Acústico (2015)
- El Paradise (2017)
- Cool Love (2022)